# Раевка (Смоленская область)
Раевка — деревня в Монастырщинском районе Смоленской области России. Входит в состав Добросельского сельского поселения. Население — 283 жителя (2007 год). 
Расположена в западной части области в 23 км к юго-западу от Монастырщины, в 68 км западнее автодороги А141 Орёл — Витебск, на берегу реки Мертва. В 66 км восточнее деревни расположена железнодорожная станция Васьково на линии Смоленск — Рославль. 

## История
В ходе Северной войны у Раевки произошёл бой (1708), после которого Карл XII отказался от прямого наступления на Москву и повернул на юг, на Украину.
В годы Великой Отечественной войны деревня была оккупирована гитлеровскими войсками в июле 1941 года, освобождена в сентябре 1943 года.